# Harmothoe trimaculata
Harmothoe trimaculata är en ringmaskart som först beskrevs av Treadwell 1924.  Harmothoe trimaculata ingår i släktet Harmothoe och familjen Polynoidae.
Artens utbredningsområde är Mexikanska golfen. Inga underarter finns listade i Catalogue of Life.